# Paratettix sinuatus
Paratettix sinuatus är en insektsart som beskrevs av Morse 1900. Paratettix sinuatus ingår i släktet Paratettix och familjen torngräshoppor. Inga underarter finns listade i Catalogue of Life.